# Steffen Greubel

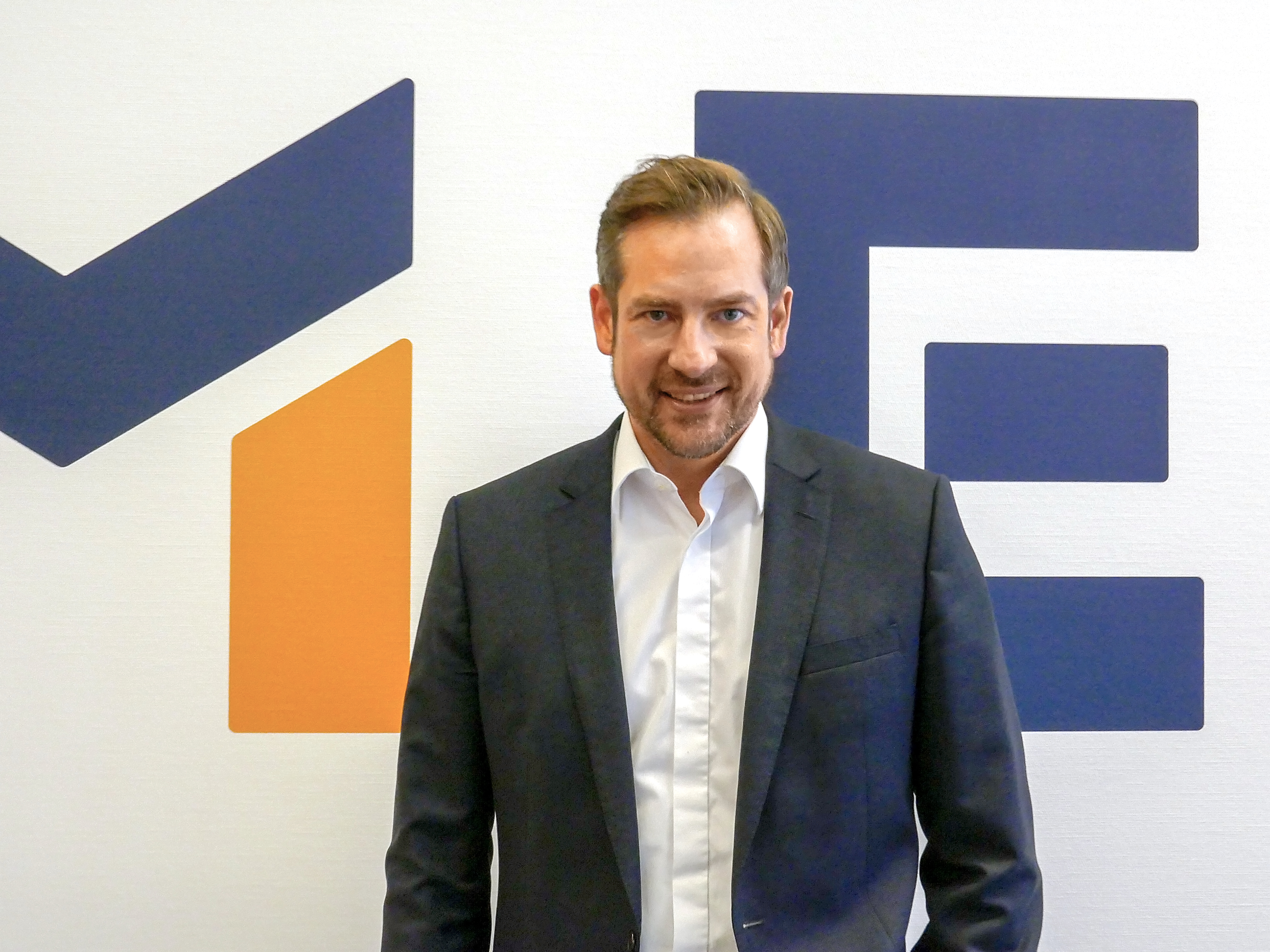
Steffen Greubel zum Start bei der Metro AG im Jahr 2021

Steffen Greubel (* 28. Juli 1973 in Werneck) ist ein deutscher Manager im Handelssektor. Seit dem 1. Mai 2021 ist er Vorstandsvorsitzender des Handelskonzerns Metro.

## Leben
Nach seinem Abitur absolvierte Greubel von 1993 bis 1995 eine Ausbildung zum Bankkaufmann bei der HypoVereinsbank in Schweinfurt. In den Jahren von 1995 bis 2000 absolvierte er erfolgreich sein Studium der Wirtschaftswissenschaften an der Universität Witten/Herdecke. Nach seinem Abschluss begann er seine berufliche Laufbahn bei McKinsey & Company. Hier spezialisierte sich Greubel in seiner Zeit von 2000 bis 2014 auf den Handelssektor. In den Jahren 2003 bis 2007 promovierte Greubel am Lehrstuhl für Unternehmensführung und Organisation an der Otto-von-Guericke-Universität Magdeburg zu dem Thema „Analyse der Unternehmensumwelt im Dienstleistungssektor“.
Ab April 2014 arbeitete Greubel für die Würth-Gruppe. Als Geschäftsbereichsleiter verantwortete er die Auslandsgesellschaften in Italien, Spanien und Frankreich. Darüber hinaus zählte die Unternehmensentwicklung zu seinem Verantwortungsbereich. Unter seiner Führung fand die italienische Würth-Linien-Gesellschaft nach einer Krisensituation wieder in erfolgreiches Wachstum zurück. Ab April 2019 war Greubel in der Konzernführung der Würth-Gruppe und verantwortete die Gesellschaften der Würth-Linie des Konzerns.
Am 5. Februar 2021 gab die Düsseldorfer Metro bekannt, dass Greubel zum 1. Mai 2021 Nachfolger von Olaf Koch als CEO des Handelskonzerns werden soll.